# Albury (Nieuw-Zeeland)
Albury is een plaats in de regio Canterbury op het Zuidereiland van Nieuw-Zeeland.